# بارتولوميو أوستاكي
بارتولوميو أوستاكي (باللاتينية: Bartolomeo Eustachi) (مواليد الفترة بين 1500 و 1510 - 27 أغسطس 1574) هو عالِم تشريح وطبيب إيطالي، يُعتبر من مؤسسي علم التشريح. قام برسم عدة لوحات تبين تفاصيل الجسم المختلفة وخاصة الكلى والأوعية الدموية، وعثر على اللوحات بعد 130 سنة من وفاته. يعود له الفضل باكتشاف قناة استاكيوس.